# Heartkiller
Heartkiller è un singolo del gruppo musicale finlandese HIM, pubblicato nel 2009 ed estratto dal loro settimo album in studio Screamworks: Love in Theory and Practice.

## Tracce
- Download digitale

1. Heartkiller – 3:29

- CD

1. Heartkiller – 3:29
2. Shatter Me With Hope (The Sword of Democles) – 4:13
3. Heartkiller (Moordeb VRS) – 3:24